# Agnieszka Szymura
Agnieszka Szymura (ur. 7 października 1975) – polska judoczka.
Była zawodniczka klubów: Sakura Żory (1996-1997), KS Polonia Rybnik (2000-2009). Pięciokrotna brązowa medalistka mistrzostw Polski seniorek (2001 - kat. powyżej 78 kg, 2002 - kat. powyżej 78 kg i open, 2003 i 2004 - kat. powyżej 78 kg).